# Michael Argyle
Michael Argyle (Nottingham, 11 de agosto de 1925 - Oxford, 6 de setembro de 2002) foi um psicólogo social britânico conhecido por suas pesquisas sobre competências sociais, comunicação não verbal, psicologia da felicidade e psicologia da religião.